# Shanis
О́льга Микола́ївна Ша́ндрик (нар. 6 серпня 1991, Боярка, Києво-Святошинський район, Київська область, УРСР, СРСР), відома як Shanis — українська співачка, авторка пісень, акторка дубляжу, блогерка. Фіналістка національного відбору України на пісенний конкурс «Євробачення» у 2010, 2011, 2012 та 2014 роках, учасниця першого сезону шоу «Голос країни». Офіційний український співочий голос Ельзи з «Крижаного серця».

## Біографія
Ольга Шандрик народилася 6 серпня 1991 року в місті Боярка, у сімʼї музиканта Миколи Івановича Шандрика (нар. 10 серпня 1953) та домогосподарки Лариси Марсівни Ісхакової (нар. 10 липня 1969). З дитинства дівчинці прищеплювався хороший смак у музиці. Батько їй часто ставив різну музику й співаків, що йому були довподоби: гурти «ABBA» та «Bee Gees», Барбра Стрейзанд, Ґлорія Ґейнор тощо. Як вважає сама Ольга, різноманітність у стилях музики, що вона слухала в дитинстві, відіграла велику роль, оскільки співачка в подальшому легко орієнтувалася і володіла різними стилями, такими як поп, джаз, соул, фанк, диско, рок, фолк.
У віці 6 років батько почув потужний голос доньки і вирішив віддати її у Боярську музичну школу по класу фортепіано, яку вона закінчила в 2003 році.
В 1997—2008 роки навчалася у Києво-Святошинській районній класичній гімназії м. Боярка в філологічному класі (нині — ліцей «Гармонія»). В школі полюбляла уроки української та зарубіжної літератури, історії та англійської мови. Брала участь у захисті дипломної роботи з зарубіжної літератури для Малої Академії Наук, де зайняла II місце.
Коли Ользі було 10 років, батьки віддали її займатися в будинок творчості «Оберіг», у студію естрадно-народного співу «Перлина» під керівництвом викладачки Оксани Миколаївни Нурищенко.

## Кар'єра
З ранніх років років Ольга брала участь у численних конкурсах та фестивалях всеукраїнського та міжнародного рівня, де займала перші місця. Батько Ольги, Микола Шандрик, виступав як автор багатьох її пісень, також був продюсером. Разом з відомою поетесою та пісняркою Ларисою Архипенко, Микола Шандрик створив чимало пісень для доньки: «Батьки мої», «Кохай мене», «Вечоріє», які виконує співачка і до тепер, та найвідомішу її пісню «Як калина розцвіте».
У 2006 році Ольга брала участь у відомому телевізійному проєкті каналу «1+1» під назвою «Хочу бути зіркою», ведучими якого були Тіна Кароль та EL Кравчук.
У 2007 році відбувся перший сольний концерт на підтримку дебютного альбому в приміщенні актової зали Києво-Святошинської районної класичної гімназії.
У віці 14-ти років юна співачка виступила на конкурсі «Нова хвиля», де журі високо оцінили її вокальну майстерність і прозвали співачку «юною Тіною Тернер». Конкурсантка увійшла в 10-ку фіналістів відбору з України. 
В цей період вона бере участь у дитячому форматі, популярного телепроєкту «Караоке на майдані» з Ігорем Кондратюком, присвяченому Дню захисту дітей. Ольга дійшла до фіналу, але програла конкурентові. З часом, як розповіла сама співачка, стало відомо, що тим конкурентом був родич Віктора Януковича.
Через півроку приходить на «класичне», доросле «Караоке на майдані» та перемагає, що автоматично дало їй перепустку в популярний проєкт «Шанс», який дав гарний поштовх до впізнаваності Ольги. Образ, який підібрали стилісти та продюсери проєкту для  вокального номеру «I'm Outta Love», повністю перевтілив юну дівчину у дорослу афро-американську співачку, що дуже резонувало для глядачів, які не звикли до таких контрастних образів.
У 2008 році відбувся телевізійний конкурс «Крок до зірок», де співачка успішно пройшла всі 4 тури та взяла 1 премію у своїй номінації.
В тому ж році, співачка вступила до Київського національного університету культури і мистецтв, навчалася на кафедрі  «режисер театру та масових свят». Через 5 років захистила диплом бакалавра, поставивши джазовий концерт з живим бендом та артистами в однім із Київських арт-просторів.

Shanis у ролі Вітні Г'юстон.

Ольга взяла участь у мюзиклі «Whitney Houston. The Voice of Love» (укр. Вітні Г'юстон. Голос любові), прем'єра якого відбулася 11 листопада 2010 року. Мюзикл був дипломною роботою, яку захищав студент Герман Нєнов, що навчався на рік старшому курсі, нині відомий режисер шоу Олі Полякової, Насті Каменських, нацвідборів на «Євробачення» тощо. Ольга виконала роль головної героїні мюзиклу — Вітні Г'юстон. У мюзиклі звучало понад 10 хітів Г'юстон. Це були перші режисерські експерименти.
В 2009 році бере участь у спортивно-розважальній програмі «БУМ» («Битва українських міст») від телеканалу «Інтер». Зйомки відбувалися в Аргентині. Ольга була у команді Олександра Положинського і представляла місто Луцьк. Розпорядилися так продюсери проєкту, оскільки прямого відношення до міста співачка немає.
Також, у цьому році співачка вирішує брати сценічне імʼя Shanis, що народилося з гри слів прізвищ батьків співачки (ШАНдрик-ІСхакова). Співачка випускає свій перший професійний кліп на пісню «Лечу к тебе», режисером якого став Ігор Стеколенко. Відбулася велика ротація на багатьох радіо та телеканалах, зокрема на каналі «М1».
У 2010 році Shanis з піснею «Лечу к тебе» брала участь у нацвідборі на «Євробачення», що транслювався на «Першому національному».
Також, у 2010 році Shanis обирають представляти Україну на фестивалі «Слов'янський базар» у Вітебську. 
В 2011 році брала участь у телевізійному вокальному конкурсі «Голос країни» від каналу «1+1». Потрапила в команду Стаса Пʼєхи. Shanis пройшла до фіналу, де гарно запамʼяталася глядачам телеканалу «1+1» у різних образах, як ліричних, так і динамічних. 
У 2012 році Shanis брала участь в спільному телевізійному вокальному проєкті України та Грузії під назвою «10+10». Виступала в дуеті з грузинським співаком Dato. Програма транслювалася на телеканалі «Перший».
В 2013 році музична керівниця українського дубляжу студії «Le Doyen», Тетяна Піроженко, запрошує співачку на кастинг, спробувати свої сили в дублюванні діснеївського анімаційного фільму «Крижане серце». Компанія «Disney» затвердила голос Shanis для дубляжу мультфільму, який став її дебютною роботою в цій сфері. Співачка продублювала українською вокальні партії Ельзи, головної героїні мультфільму. Пісня «Все одно» у виконанні Shanis увійшла до збірки «Let It Go: The Complete Set», з усіма іншими міжнародними версіями пісні «Let It Go», яка стала хітом. В дальнішому співачка дублювала вокальні партії Ельзи у всій франшизі «Крижане серце».
З 2014 по 2015 рік працювала солісткою в Зразково-показовому оркестрі Збройних Сил України. За рік роботи в оркестрі встигла зробити двоє оригінальних аранжувань на власні пісні.
У 2016 році отримує запрошення з Німеччини на участь в шоу на території парку розваг «Fantasia Land». Працювала солісткою шоу. 
В 2018 році співачка робить власний сольний концерт в «Caribbean Club», що у Києві, з живим бендом, де звучать як авторські пісні, так і світові хіти жанру поп та соул. 
Також, у 2018 році співачка знялася в другому сезоні українського серіалу «Східні солодощі», що виходив на телеканалі «Інтер», де виконала роль співачки нічного клубу.
З 2019 року співачка почала ділитися вокальною майстерністю, викладати естрадний вокал і дітям, і дорослим. 
У 2021 році відкриває власну студію вокалу «4Tune Vocal Academy», з класами фортепіано, гітари та укулеле.
Після початку Повномасштабного вторгнення у 2022 році, приймає рішення виїхати закордон. Проживала 3 місяці на території Польщі, а далі виїхала до Америки, у м. Нью-Йорк. Там набрала нових учнів та продовжує викладати вокал.
Брала участь у різноманітних благодійних акціях, концертах та фестивалях, де збирала на допомогу Україні в Нью-Йорку, Філадельфії, Пенсільванії, Атланті, Вашинґтоні, Флориді. Народжується пісня на двох мовах — «Ukraine feel no Paine», про незламність українського духу.
З 2024 року Shanis стає амбасадоркою американської ювелірної компанії «Giliarto». 

Shanis на зйомках кліпу «Love me now».

З того ж року починає працювати в студії звукозапису Брукліну, і одна за одною виходять нові англомовні пісні: «Friend», «Love me now», «Rebel soul» тощо. Їх беруть на ротації радіостанцій Нью-Йорку. Співачка почала сама писати музику до своїх пісень та займатися саундпродюсуванням треків. На деякі нові пісні було знято музичні відео.
У вересні 2024 року запрошена на «Ukrainian Fashion Week Show», що проводилося у центрі Нью-Йорку, район Сохо. Виконала пісні «Вечоріє» та «Friend». Через деякий час двоє американських видань, «ShoutoutAtlanta» і «BoldJourney», опублікували інтервʼю артистки.
У травні 2025 року Shanis запросили в члени журі 3-го конкурсу «Голос української діаспори», що проходив у Мангеттені, в Українській народній домівці.
Працює, також, в шоу-програмах розважальних закладів. Продовжує писати власні пісні українською та англійською мовами, випускає відеокліпи. Зараз співачка з бендом готується до власного концерту «Вечір української пісні» у Нью-Йорку та Філадельфії, де звучатимуть відомі українські хіти та власні пісні Shanis.

## Дискографія

### Альбоми
«Від щирого серця...» — дебютний музичний альбом української співачки Shanis. Альбом є музичною збіркою, в яку увійшли як оригінальні пісні співачки, так і кавери на світові хіти зарубіжних співаків. У цьому альбомі співачка вперше і востаннє використовує псевдонім «Olvia».

#### Список композицій
Усі пісні виконала Shanis. Треки під номерами 1, 3, 4, 7, 8, 18, 19 — оригінальні пісні співачки, всі інші — кавери на хіти зарубіжних артистів та один кавер на пісню української співачки Наталії Могилевської.
| «Від щирого серця...» | «Від щирого серця...»                        | «Від щирого серця...»                | «Від щирого серця...»                | «Від щирого серця...» |
| #                     | Назва                                        | Автор слів                           | Автор музики                         | Тривалість            |
| --------------------- | -------------------------------------------- | ------------------------------------ | ------------------------------------ | --------------------- |
| 1.                    | «Перший крок»                                | Петро Мага                           | Олег Шак                             | 4:08                  |
| 2.                    | «Take My Breath Away» (Berlin)               | Том Вітлок                           | Джорджо Мородер                      | 4:24                  |
| 3.                    | «Як так можна»                               | Олександр Вратарьов                  | Олександр Злотник                    | 3:22                  |
| 4.                    | «Кохай мене»                                 | Лариса Архипенко                     | Микола Шандрик                       | 4:34                  |
| 5.                    | «I Feel Good» (Джеймс Браун)                 | Джеймс Браун                         | Джеймс Браун                         | 2:44                  |
| 6.                    | «Колыбельная медведицы» (Аїда Ведищева)      | Юрій Яковлєв                         | Євген Крилатов                       | 3:27                  |
| 7.                    | «Незалишай»                                  | Лариса Архипенко                     | Микола Шандрик                       | 3:22                  |
| 8.                    | «Вечоріє»                                    | Лариса Архипенко                     | Микола Шандрик                       | 4:42                  |
| 9.                    | «Tu Es Foutu» (Ін-Ґрід)                      | Інґрід Альберіні                     | Марко Сончіні                        | 3:40                  |
| 10.                   | «Let It Be» (The Beatles)                    | Леннон-Маккартні                     | Леннон-Маккартні                     | 4:03                  |
| 11.                   | «Sunny» (Boney M.)                           | Боббі Гебб                           | Боббі Гебб                           | 3:54                  |
| 12.                   | «Stop!» (Сем Браун)                          | Сем Браун, Ґреґґ Саттон, Брюс Броуді | Сем Браун, Ґреґґ Саттон, Брюс Броуді | 3:53                  |
| 13.                   | «А я всё летала» (Блестящие)                 | Ксенія Новікова                      | Андрій Грозний                       | 3:54                  |
| 14.                   | «Strangers In The Nights» (Френк Сінатра)    | Чарлі Сінґлтон, Едді Снайдер         | Берт Кемпферт                        | 2:47                  |
| 15.                   | «Полюби меня такой» (Наталія Могилевська)    | Наталія Лей                          | Наталія Лей                          | 3:55                  |
| 16.                   | «Woman in Love» (Барбра Стрейзанд)           | Баррі Ґібб, Робін Ґібб               | Баррі Ґібб, Робін Ґібб               | 3:47                  |
| 17.                   | «Если в сердце живёт любовь» (Юлія Савічева) | Анастасія Максімова                  | Анастасія Максімова                  | 3:11                  |
| 18.                   | «Невістка and свекруха»                      | Лариса Архипенко                     | Микола Шандрик                       | 5:02                  |
| 19.                   | «Як калина розцвіте»                         | Лариса Архипенко                     | Микола Шандрик                       | 4:02                  |

### Пісні
| Рік  | Назва                                           | Автор(ка) музики                     | Автор(ка) слів                                        |
| ---- | ----------------------------------------------- | ------------------------------------ | ----------------------------------------------------- |
| 2006 | «Як калина розцвіте»                            | Микола Шандрик                       | Лариса Архипенко                                      |
| 2007 | «Кохай мене»                                    | Микола Шандрик                       | Лариса Архипенко                                      |
| 2008 | «Перший крок»                                   | Олег Шак                             | Петро Мага                                            |
| 2009 | «Лечу к тебе»                                   | Микола Шандрик                       | Тарас Піскун                                          |
| 2009 | «Обидные слова»                                 | Микола Шандрик                       | Лариса Архипенко                                      |
| 2010 | «Dream»                                         | Микола Шандрик                       | Ірина Кононова                                        |
| 2011 | «Каменный цветок»                               | Руслан Квінта                        | Діанна Гольде                                         |
| 2011 | «Играем в любовь»                               | Руслан Квінта                        | Петрова                                               |
| 2011 | «Зачарує нас зима»                              | Микола Шандрик                       | Марина Козловська                                     |
| 2013 | «Все одно»                                      | Крістен Андерсон-Лопес, Роберт Лопес | К. Андерсон-Лопес, Р. Лопес, Роман Дяченко (переклад) |
| 2014 | «Моя душа»                                      | Eli Ja                               | Eli Ja                                                |
| 2014 | «Радио»                                         | Eli Ja                               | Eli Ja                                                |
| 2014 | «Весы»                                          | Eli Ja                               | Eli Ja                                                |
| 2023 | «Герої не вмирають»                             | Alphaville                           | Марина Козловська                                     |
| 2023 | «Вечоріє» (перезапуск пісні)                    | Микола Шандрик                       | Лариса Архипенко                                      |
| 2023 | «Ukraine feel no pain»                          | Shanis                               | Ірина Конова                                          |
| 2024 | «Friend»                                        | Shanis                               | Ірина Конова                                          |
| 2024 | «Love me now» (англ. версія пісні «Кохай мене») | Микола Шандрик                       | Olga Gram                                             |
| 2024 | «Rebel soul»                                    | Shanis                               | Olga Gram                                             |
| 2024 | «Loneliness»                                    | Shanis                               | Olga Gram                                             |
| 2024 | «Work it»                                       | Shanis                               | Olga Gram                                             |
| 2024 | «Heartbroken»                                   | Shanis                               | Olga Gram                                             |
| 2024 | «Дім»                                           | Nat King Cole                        | Olga Gram                                             |
| 2025 | «Drown me in the river»                         | Shanis                               | Olga Gram                                             |

Зняла відеокліпи на такі пісні: «Лечу к тебе» (реж.: Ігор Стеколенко, опер.: Дмитро Перетрутов), «Герої не вмирають» та «Дім»  (реж. і опер. обидвох кліпів: Юлія Чумаченко), «Friend», «Love me now» (реж.: Shanis, опер.: Тамара Захарія), «Вечоріє», «Dream», «Rebel soul», «Work it», «Heartbroken» (реж.: Shanis, опер.: Юрій Сотніков), «Loneliness» (реж. і монтаж: Даниїл Маркітан), «Drown me in the river» (реж.: Shanis, опер.: Василь Ігнатишин).

## Дубляж
| Рік       | Назва                                  | Виконана пісня                                                                                   | Студія дубляжу | Музична керівниця |
| --------- | -------------------------------------- | ------------------------------------------------------------------------------------------------ | -------------- | ----------------- |
| 2013      | Крижане серце                          | «Все одно», «Це уперше», «Це уперше» (реприза)                                                   | Le Doyen       | Тетяна Піроженко  |
| 2014      | Lego Фільм                             | «Усе крутезно»                                                                                   | POSTMODERN     | Тетяна Піроженко  |
| 2014      | Феї: Таємниця піратського острова      | «Хто я є», «Хто я є» (реприза)                                                                   | Le Doyen       | Тетяна Піроженко  |
| 2015      | Крижана лихоманка                      | «Для тебе цей день щасливим днем зроблю»                                                         | Le Doyen       | Тетяна Піроженко  |
| 2016      | Льодовиковий період: Курс на зіткнення | «My Superstar»                                                                                   | POSTMODERN     | Тетяна Піроженко  |
| 2016      | Фантастичні звірі і де їх шукати       | «Blind Pig»                                                                                      | POSTMODERN     | Тетяна Піроженко  |
| 2016—2020 | Елена із Авалору                       | «Елена із Авалору» (вступна пісня)                                                               | Le Doyen       | Тетяна Піроженко  |
| 2017      | Крижане серце: Різдво з Олафом         | «Ring in the Season», «Ring in the Season» (реприза), «That Time of Year», «When We're Together» | Le Doyen       | Тетяна Піроженко  |
| 2018      | Смолфут                                | «Moment Of Truth»                                                                                | POSTMODERN     | Тетяна Піроженко  |
| 2019      | Крижане серце 2                        | «Є навік живе», «У незнане знов», «Ось я де»                                                     | Le Doyen       | Тетяна Піроженко  |